# WAPDA FC
El WAPDA es un equipo de fútbol de Pakistán que juega en la Liga Premier de Pakistán, la liga de fútbol más importante del país.

## Historia
Fue fundado en el año 1983 en la ciudad de Lahore y es el equipo que representa al Departamento de Luz y Agua de Pakistán. Es conocido por haber sido el primer equipo en ser campeón de liga con el nuevo formato de Liga Premier en el año 1983, siendo también uno de los 3 equipos más dominantes en Pakistán, ganando la Liga Premier en 8 ocasiones y 1 torneo de Copa.
A nivel internacional ha participado en 5 torneos continentales, donde su mejor participación ha sido en la Copa Presidente de la AFC del año 2009, llegando a las semifinales.

## Palmarés
- Liga Premier de Pakistán: 8

1983, 1991, 2001, 2003, 2004, 2007-08, 2008, 2010
- Copa Desafío de Pakistán: 0
  - Finalista: 3

1984, 2002, 2005
- Quaid-i-Azam Shield: 1

1992
- Torneo de Fútbol All Pakistan: 1

2001

## Participación en competiciones de la AFC
- Copa de Clubes de Asia: 1 aparición

1992 - Eliminatoria - Primera ronda
- President's Cup: 4 apariciones

2005 - 3° en Fase de grupos
2008 - 4° en Fase de grupos
2009 - Semi Finalista
2011 - 3° en Fase de grupos

### Récord en la Copa Presidente de la AFC
| Club  | Pts. | Pld | J | G | E | GF | GC | GD |
| ----- | ---- | --- | - | - | - | -- | -- | -- |
| WAPDA | 12   | 13  | 3 | 3 | 7 | 11 | 15 | -4 |

## Jugadores destacados
- Qayoum Ali Changezi
- Haroon Yousaf

## Gerencia y Cuerpo Técnico
| Entrenador           | Khalid Butt             |
| Asistente Entrenador | Syed Qasim Raza         |
| Asistente Entrenador | Muhammad Ayaz           |
| Vocero               | Muhammad Khalid Mehmood |
| Gerente del Equipo   | Munawar Ahmed Malik     |
| Jefe de Misión       | Naveed Akram Cheema     |